# Bérengère de Portugal
Bérengère de Portugal (en portugais : Berengária de Portugal), née vers 1196/1198, morte en 1221. Elle devient reine de Danemark par son mariage.

## Biographie
Fille de Sanche Ier de Portugal et de Douce d'Aragon, elle devient la seconde épouse en 1214 de Valdemar II de Danemark.
De cette union naissent :
- Éric IV de Danemark ;
- Sophie de Danemark (1217-1247), épouse en 1236 du margrave Jean Ier de Brandebourg (1213-1266) ;
- Abel Ier de Danemark ;
- Christophe Ier de Danemark.

## Dans les arts
- Bérengère est l'un des personnages du film muet danois Valdemar Sejr, réalisé en 1910 par Gunnar Helsengreen (da).

## Sources
- Généalogie des rois et des princes de Jean-Charles Volkmann Edit. Jean-Paul Gisserot (1998).